# Marek Poręba
Marek Zbigniew Poręba (ur. 13 marca 1969 w Pilźnie) – polski polityk, przedsiębiorca i samorządowiec, poseł na Sejm VII kadencji.

## Życiorys
Z wykształcenia ekonomista, absolwent studiów z zarządzania w Wyższej Szkole Zarządzania (2004) i na Uniwersytecie Rzeszowskim (2006). Zajmował się prowadzeniem własnej działalności gospodarczej w branży doradczej. Pełnił funkcję zastępcy wójta gminy Trzebownisko. Później objął stanowisko dyrektora Wojewódzkiego Ośrodka Ruchu Drogowego w Rzeszowie, które zajmował do 2013. Następnie zatrudniony w Rzeszowskiej Agencji Rozwoju Regionalnego. Był także prezesem klubu sportowego Stal Rzeszów, później objął funkcję wiceprezesa.
Zaangażował się w działalność polityczną w ramach Platformy Obywatelskiej, był przewodniczącym tej partii w Rzeszowie (do 2013). W 2006 z jej ramienia bez powodzenia kandydował na prezydenta Rzeszowa. W kadencji 2010–2014 był radnym powiatu rzeszowskiego.
W wyborach w 2011 bez powodzenia kandydował z listy PO do Sejmu w okręgu rzeszowskim, otrzymując 4271 głosów. Mandat posła VII kadencji objął jednak w 2015, zastępując Zbigniewa Rynasiewicza, który z niego zrezygnował. W wyborach w tym samym roku nie uzyskał reelekcji.